# Квінт Сервілій Цепіон
Квінт Серві́лій Цепіо́н (лат. Quintus Servilius Caepio) — давньоримський політик і полководець, консул 106 до н. е., учасник битви при Араузіоні 6 жовтня 105 до н. е. Прадід вбивці Цезаря Марка Юнія Брута.
Представник гілки Цепіонів роду Сервіліїв, перший представник яких отримав консульство в 253 до н. е.. В 106 до н. е. Цепіон став консулом, а в наступному році в ранзі проконсула був відправлений з армією для протидії кімврам і тевтонам, що загрожували римським кордонам.
Цепіон зіграв вирішальну роль у поразці римської армії в битві при Араузіоні 6 жовтня 105 до н. е. Як проконсул, він був зобов'язаний підкорятися наказам консула, яким був Гней Маллії Максим. Однак Цепіон відмовився підкорятися наказам homo novus — «нової людини», чиї предки не займали раніше консульських посад. Через це загін Цепіона і загін Максима розташувалися в різних таборах на різних берегах Рони, чим скористався вождь кімврів Бойоріг і розбив римлян.
Через деякий час Цепіон був притягнутий до суду, де троє суддів Луцій Аврелій Котта, Тіт Дідій і Гай Норбан визнали його винним у поразці римської армії. Він був позбавлений громадянства, на нього було накладено «заборона вогню і води» (лат. aquae et ignis interdictio), а також він був засуджений до величезного штрафу в 15 тисяч талантів золота, який він так і не зумів виплатити. Незабаром його майно було розпродано з торгів . Імовірно, Цепіон закінчив своє життя в Смирні у вигнанні.